# Infront Sports & Media
Infront Sports & Media est une entreprise internationale de marketing sportif. Le groupe offre une palette de services spécialisés destinés au sport : distribution de droits médiatiques, sponsoring, production télévisuelle et assure ses services sur 3 300 jours d'événements sportifs par an. L’entreprise emploie 600 personnes dans plus de 25 filiales à travers 13 pays. Le siège social se situe à Zoug, en Suisse.

## Histoire
Infront Sports & Media a été créé au début de 2003 par Robert Louis-Dreyfus avec le support d’un groupe d’investisseurs dont Jacobs Holding. Le noyau de la société était auparavant celui du groupe KirchSport AG qui a été acheté par le groupe Kirch Media à la fin de 2002. KirchSport AG est né de la fusion entre CWL et Prisma Sports & Media, deux groupes marketing en Suisse. Jusqu’à 2011, la compagnie était dirigée par un groupe d’actionnaires dont Jacobs Holding AG comme principal acteur. Les origines d’Infront sont liées au football mais depuis 2005, la compagnie s’est diversifiée en offrant des services à la fois dans les sports d’hiver et d’été à la suite de la perte d’une partie de son activité avec la FIFA.
La société européenne de capital-investissement Bridgepoint a racheté 100 % du capital d’Infront en septembre 2011. Infront est dirigé par Philippe Blatter. L'ancienne star du football allemand, Günter Netzer, membre du Conseil d’Administration, est un représentant de l’entreprise et un ambassadeur auprès du milieu sportif. 
En février 2015, le conglomérat chinois Dalian Wanda Group a racheté Infront Sports & Media pour plus d'un milliard d'euros. En novembre 2015, Infront Sports & Media et la World Triathlon Corporation se sont regroupés sous une nouvelle entité nommée Wanda Sports .

## Activités
Infront entretient des partenariats avec 120 détenteurs de droits ainsi que des centaines de sponsors et sociétés de médias.

### Football
Infront travaille avec de nombreuses Fédérations Nationales, des Ligues et clubs de foot européens. Pour la Lega Serie A, le groupe assure la gestion des droits médiatiques et prend en charge la production de la majorité des matchs. Infront commercialise aussi les droits de nombreux clubs, en Allemagne (le Schalke 04 par exemple), en Italie (le Milan AC par exemple) et en France (Lille OSC et Toulouse FC). En Allemagne, le groupe travaille avec la Fédération Allemande de Football (DFB) et gère les droits marketing pour les matchs de l’équipe nationale allemande et la Coupe DFB. En Asie, le groupe gère les droits médiatiques pour les Coupes du Monde de la FIFA et couvre la production télévisuelle et radio à travers le monde par sa filiale, Host Broadcast Services (HBS). HBS est implanté en France avec un bureau à Boulogne-Billancourt. Infront est aussi actif dans le domaine de la publicité dans les stades et a notamment fourni les panneaux lumineux LED pour l’UEFA Euro 2012.

### Sports d’hiver
Infront est actuellement l’agence de marketing leader sur le segment des sports d’hiver. Le 1er avril 2015, Infront achète l’agence néerlandaise Referee Sportsmarketing dans le but d’étendre sa présence sur le sol européen. Referee Sportsmarketing détient notamment les droits des championnats du monde et de la coupe du monde de patinage de vitesse. Infront détient dorénavant la totalité des sept fédérations internationales des sports olympiques d'hiver parmi lesquelles se trouvent la Fédération Internationale de Hockey sur Glace (IIHF), la Fédération Internationale de Ski (FIS) et l'Union Internationale de Biathlon (IBU).

### Sports d’été
Dans le domaine des sports d'été, Infront travaille avec la World Triathlon Corporation (WTC) pour la production télévisuelle de ses événements en Europe et en Afrique du Sud ainsi que la commercialisation de la série Ironman. Infront assiste l'Union Cycliste Internationale (UCI) dans la distribution des droits médiatiques pour les Championnats du monde de cyclisme sur route, piste et les courses de BMX et de vélo tout-terrain.
Le groupe collabore avec la Fédération Européenne de Handball (EHF) pour l’EURO et avec la Confédération Européenne de Volley-ball (CEV) pour les Championnats d'Europe. En Chine, Infront représente la Ligue CBA et l’équipe nationale de basket.
En février 2015, Infront a lancé un nouveau département stratégique Active Lifestyle & Endurance. Cette entité comprend le marathon BMW de Berlin, le World Marathon Majors (WMM), les séries Ironman ainsi que la B2RUN et les courses Happy 10k organisées en Chine.

### Rugby à XV
En 2017, Infront Sports & Media devient la régie commerciale du Stade toulousain pour dix ans. Infront apporte une contribution de 3,5 millions d'euros immédiatement pour reconstituer les fonds propres du club.

### Jeux paralympiques
Début janvier 2021, le comité international paralympique (CIP) attribue les droits de diffusion médias européens des jeux paralympiques de Pékin 2022 et de Paris 2024 à Infront Sports & Medias.

## En France
En novembre 2012, la nouvelle filiale Infront France SAS, a été inaugurée à Paris. Elle est dirigée depuis 2024 par Alexis Zabel. La filiale a notamment développé des partenariats avec la Ligue Nationale de Handball et avec plusieurs clubs de football et de rugby en France. Infront a racheté B2RUN en 2013, une course destinée aux entreprises. Lancée en France en 2015, l'épreuve de 6 km ouverte aux entreprises privées ou publiques, aux institutions et aux associations permet de réunir pratiquants réguliers et coureurs occasionnels autour de lieux emblématiques dans cinq villes de France.